# Kroktjärnarna (Storsjö socken, Härjedalen, 696260-135332)
Kroktjärnarna är en sjö i Bergs kommun i Härjedalen och ingår i Ljusnans huvudavrinningsområde.